# Italia ai campionati del mondo di atletica leggera 1999
La squadra italiana ai campionati del mondo di atletica leggera 1999, disputati a Siviglia dal 20 al 29 agosto, è stata composta da 44 atleti (30 uomini e 14 donne).

## Uomini
| Specialità          | Atleta                                                                | Turno            | Risultato | Prestazione | Note                                     |
| ------------------- | --------------------------------------------------------------------- | ---------------- | --------- | ----------- | ---------------------------------------- |
| 100 m               | Stefano Tilli                                                         | Batteria         | q         | 10"35       |                                          |
| 100 m               | Stefano Tilli                                                         | Quarti di finale | Eliminato | 10"26       | Miglior prestazione personale stagionale |
| 800 m               | Andrea Longo                                                          | Batteria         | Q         | 1'45"01     |                                          |
| 800 m               | Andrea Longo                                                          | Semifinale       | Q         | 1'45"63     |                                          |
| 800 m               | Andrea Longo                                                          | Finale           | 6º        | 1'45"33     |                                          |
| 1 500 m             | Giuseppe D'Urso                                                       | Batteria         | Eliminato | 3'50"71     |                                          |
| 5 000 m             | Salvatore Vincenti                                                    | Batteria         | Eliminato | 14'03"36    |                                          |
| 110 m ostacoli      | Andrea Giaconi                                                        | Batteria         | q         | 13"71       |                                          |
| 110 m ostacoli      | Andrea Giaconi                                                        | Quarti di finale | Eliminato | 13"61       |                                          |
| 110 m ostacoli      | Emiliano Pizzoli                                                      | Batteria         | Eliminato | 13"79       |                                          |
| 400 m ostacoli      | Fabrizio Mori                                                         | Batteria         | Q         | 49"07       |                                          |
| 400 m ostacoli      | Fabrizio Mori                                                         | Semifinale       | Q         | 48"29       | Miglior prestazione personale stagionale |
| 400 m ostacoli      | Fabrizio Mori                                                         | Finale           | Oro       | 47"72       | Miglior prestazione mondiale stagionale  |
| 3 000 m siepi       | Giuseppe Maffei                                                       | Batteria         | q         | 8'15"19     |                                          |
| 3 000 m siepi       | Giuseppe Maffei                                                       | Finale           | 10º       | 8'22"65     |                                          |
| Maratona            | Vincenzo Modica                                                       | Finale           | Argento   | 2h14'03"    |                                          |
| Maratona            | Danilo Goffi                                                          | Finale           | 5º        | 2h14'50"    |                                          |
| Maratona            | Daniele Caimmi                                                        | Finale           | 10º       | 2h16'23"    |                                          |
| Maratona            | Roberto Barbi                                                         | Finale           | 20º       | 2h18'13"    |                                          |
| Maratona            | Giovanni Ruggiero                                                     | Finale           | 25º       | 2h19'34"    |                                          |
| Marcia 20 km        | Alessandro Gandellini                                                 | Finale           | 5º        | 1h24'51"    |                                          |
| Marcia 20 km        | Giovanni De Benedictis                                                | Finale           | 8º        | 1h25'33"    |                                          |
| Marcia 20 km        | Michele Didoni                                                        | Finale           | 10º       | 1h26'00"    | Miglior prestazione personale stagionale |
| Marcia 50 km        | Ivano Brugnetti                                                       | Finale           | Oro       | 3h47'54"    | Miglior prestazione personale            |
| Marcia 50 km        | Arturo Di Mezza                                                       | Finale           | 6º        | 3h53'50"    |                                          |
| Marcia 50 km        | Giovanni Perricelli                                                   | Finale           | dnf       |             |                                          |
| Salto con l'asta    | Maurilio Mariani                                                      | Qualifica        | Eliminato | 5,40 m      |                                          |
| Salto in lungo      | Nicola Trentin                                                        | Qualifica        | Eliminato | 7,70 m      |                                          |
| Salto triplo        | Paolo Camossi                                                         | Qualifica        | q         | 16,79 m     |                                          |
| Salto triplo        | Paolo Camossi                                                         | Finale           | 5º        | 17,29 m     | Record nazionale                         |
| Getto del peso      | Paolo Dal Soglio                                                      | Qualifica        | Eliminato | 19,48 m     |                                          |
| Lancio del disco    | Diego Fortuna                                                         | Qualifica        | Eliminato | 58,52 m     |                                          |
| Lancio del martello | Nicola Vizzoni                                                        | Qualifica        | q         | 75,81 m     |                                          |
| Lancio del martello | Nicola Vizzoni                                                        | Finale           | 7º        | 78,31 m     |                                          |
| Lancio del martello | Loris Paoluzzi                                                        | Qualifica        | Eliminato | 74,26 m     |                                          |
| Staffetta 4×100 m   | Luca Verdecchia Massimiliano Donati Maurizio Checcucci Andrea Colombo | Batteria         | Eliminata | 38"98       | Miglior prestazione personale stagionale |

## Donne
| Specialità        | Atleta                                                                                 | Turno            | Risultato | Prestazione | Note                                     |
| ----------------- | -------------------------------------------------------------------------------------- | ---------------- | --------- | ----------- | ---------------------------------------- |
| 200 m             | Manuela Levorato                                                                       | Batteria         | Q         | 22"91       |                                          |
| 200 m             | Manuela Levorato                                                                       | Quarti di finale | Q         | 22"60       | Record nazionale                         |
| 200 m             | Manuela Levorato                                                                       | Semifinale       | Eliminata | 22"70       |                                          |
| 400 m             | Virna De Angeli                                                                        | Batteria         | Q         | 52"60       |                                          |
| 400 m             | Virna De Angeli                                                                        | Quarti di finale | Eliminata | 52"78       |                                          |
| 800 m             | Patrizia Spuri                                                                         | Batteria         | Eliminata | 2'01"00     | Miglior prestazione personale stagionale |
| 400 m ostacoli    | Monika Niederstätter                                                                   | Batteria         | q         | 55"10       | Record nazionale                         |
| 400 m ostacoli    | Monika Niederstätter                                                                   | Semifinale       | Eliminata | 55"57       |                                          |
| Maratona          | Franca Fiacconi                                                                        | Finale           | dns       |             |                                          |
| Marcia 20 km      | Erica Alfridi                                                                          | Finale           | 6ª        | 1h32'04"    |                                          |
| Marcia 20 km      | Elisabetta Perrone                                                                     | Finale           | 21ª       | 1h36'24"    |                                          |
| Marcia 20 km      | Rossella Giordano                                                                      | Finale           | 27ª       | 1h38'06"    |                                          |
| Marcia 20 km      | Annarita Sidoti                                                                        | Finale           | dnf       |             |                                          |
| Salto in lungo    | Fiona May                                                                              | Qualifica        | Q         | 7,04 m      | Miglior prestazione personale stagionale |
| Salto in lungo    | Fiona May                                                                              | Finale           | Argento   | 6,94 m      |                                          |
| Getto del peso    | Mara Rosolen                                                                           | Qualifica        | Eliminata | 17,84 m     |                                          |
| Eptathlon         | Gertrud Bacher                                                                         |                  | 14ª       | 6055 p.     |                                          |
| Staffetta 4×400 m | Danielle Perpoli Patrizia Spuri Monika Niederstätter Virna De Angeli Francesca Carbone | Batteria         | Q         | 3'31"67     | [ 1 ]                                    |
| Staffetta 4×400 m | Danielle Perpoli Patrizia Spuri Monika Niederstätter Virna De Angeli Francesca Carbone | Finale           | 8ª        | 3'29"56     | [ 2 ]                                    |